# Scott Harrington (pilote automobile)
Pour les articles homonymes, voir Scott Harrington.
Scott Harrington, né le 24 décembre 1963, est un ancien pilote de course automobile américain  dans l'Indy Racing League. Il est maintenant entraîneur de pilote de course privé.

## Biographie
Scott Harrington est né à Louisville, dans le Kentucky et a fréquenté l'Université de Louisville. Sur deux roues, Harrington a remporté plusieurs championnats et a eu beaucoup de succès dans le monde de l' AMA Motocross et du Supercross. En 1986, Sports Car Magazine le sélectionne comme l'un des trois pilotes les plus prometteurs aux États-Unis. Il a été vainqueur à de multiples reprises de la course Toyota Formula Atlantic, terminant à la troisième place dans le championnat 1988 malgré le châssis Ralt non compétitif. Il était la seule personne de l'histoire à remporter une course en 1988 Ralt. De 1992 à 1994, Harrington a eu beaucoup de succès dans la série SCCA can-Am. Au cours de sa titularisation dans la série, il a remporté plus de courses que n'importe quel autre pilote.